# Ка Рафалдо (Верона)
Ка Рафалдо је насеље у Италији у округу Верона, региону Венето.
Према процени из 2011. у насељу је живело 44 становника. Насеље се налази на надморској висини од 45 м.